# Campionati dell'Unione Pedestre Italiana 1900
I III campionati dell'Unione Pedestre Italiana si tennero a Torino l'8 e il 9 settembre 1900. Le gare di corsa brevi si svolsero presso il motovelodromo di Corso Dante, la cui pista aveva uno sviluppo di 365 metri, in concomitanza con alcune gare ciclistiche. Le gare di corsa e marcia sui 35 km si svolsero su un tracciato che partiva da Torino per poi passare da Moncalieri, La Loggia, Carignano e fare quindi ritorno a Torino.
Il programma prevedeva in tutto quattro gare, riservate ad atleti uomini. Rispetto all'edizione dell'anno precedente, i 100 metri piani furono sostituiti dalle 100 iarde.
Durante la manifestazione il torinese Mario Nicola fece registrare la migliore prestazione italiana sul miglio con il tempo di 4'36"2/5.

## Risultati
| Specialità   | Oro                                   | Prestazione | Argento                                  | Prestazione | Bronzo                                     | Prestazione     |
| 100 iarde    | Gaspare Torretta SEF Mediolanum       | 10"1/5      | Francesco Barberis Pro Piemonte          | a spalla    | Giuseppe Tarella Atalanta Torino           | quasi alla pari |
| Miglio       | Mario Nicola Sport Club Audace Torino | 4'36"2/5    | Francesco Stobbione Atalanta Torino      | 4'40"1/5    | Carlo Nater Atalanta Torino                | n/d             |
| 35 km        | Francesco Stobbione Atalanta Torino   | 2h37'57"2/5 | Giacinto Volpati Club Podistico Milano   | 2h46'21"4/5 | Giuseppe Griva Atalanta Torino             | 3h03'12"0       |
| Marcia 35 km | Giovanni Spada Atalanta Torino        | 3h46'45"    | Pietro Cigolini Sport Club Audace Torino | 3h54'40"    | Edoardo Bonzanino Sport Club Audace Torino | 3h58'10"        |